# Форум политического диалога Ливии
Форум политического диалога Ливии (араб. منتدى الحوار السياسي الليبي‎) — серия встреч и переговоров, проведённых в 2019—2021 годах сторонами ливийского конфликта в городе Женева (Швейцария) для мирного урегулирования гражданской войны и объединения разрозненных государственных институтов Ливии.

## Предыстория
В 2011 году в Ливии началось вооружённое восстание против режима Муаммара Каддафи. Впоследствии, во многом благодаря иностранной военной интервенции, правительственная армия была разгромлена, а глава государства был свергнут и убит. Однако новой власти не удалось добиться стабильности и единства среди своих сторонников. В то же время каддафисты, несмотря на гибель своего лидера, продолжали борьбу. В течение нескольких лет в Ливии происходили столкновения между различными группировками. В 2014 году в Ливии были объявлены два парламента — Всеобщий национальный конгресс в Триполи и Палата представителей в Тобруке, между которыми развязалась борьба за контроль над страной. В 2016 году, в соответствии с условиями соглашения в Схирате, для объединения страны образованы правительство национального согласия (ПНС), которому передал все свои полномочия триполитанский конгресс. Однако Палата представителей не спешила переходить под контроль ПНС. Более того, подконтрольная ППЛ армия фельдмаршала Халифа Хафтара начала с ним конфронтацию.

## Деятельность
Форум политического диалога Ливии возник в сентябре 2019 года, подержанный миссией ООН в Ливии под руководством Стефани Уильямс. Цель форума была определена как «создание консенсуса относительно единой структуры управления и договорённостей, которая приведет к проведению национальных выборов в кратчайшие сроки с целью восстановления суверенитета Ливии и демократической законности ливийских учреждений».
18 января 2021 72 члены форума приняли участие в голосовании по предложению о единой процедуре выбора исполнительной власти от 16 января. Процедура включала избирательные коллегии, поддержку с запада, востока и юга Ливии, первоначальный порог в 60 % и 50 % плюс один второй раунд на должности в президентском совете и на пост премьер-министра.
5 февраля в результате процедуры временным президентом был избран Мухаммед Юнис Манфи, премьер-министром — Абдель Хамид Мохаммед Дбэйбе, а Муса аль-Кани и Абдалла аль-Лафи стали вице-президентами.